# 銫柱石
草莓綠柱石或稱“草莓紅綠柱石”（英語：Pezzottaite），原本被認為是綠柱石中的一種，後來在2003年九月被國際礦物學協會（IMA）辨識為新的礦物。草莓綠柱石與綠柱石的成分相近，成分為含有銫、鈹、鋰和鋁的矽酸鹽，其化學式Cs(Be2Li)Al2Si6O18。而名稱則以義大利地質學及礦物學家Dr Federico Pezzotta命名之。草莓綠柱石過去被認為是紅色綠柱石或做為新品種的綠柱石，儘管顏色和紅綠柱石相似，但是草莓綠柱石跟一般的綠柱石不一樣的是，草莓綠柱石中鋰和鈹在結構中的分佈，成為三方晶系而非六方晶系，且折射率較高，在XRD下的分析結果也不太一樣。為綠柱石族的新品種。
2011年廖尚宜博士(Dr Edward Liu)在研究草莓紅綠柱石的過程中,發現在馬達加斯加礦床出產的樣本中同時存在成份相近,但結構不同的草莓紅綠柱石(屬三方晶系)和高鋰ㄧ銫綠柱石(屬六方晶系)。2019年更於緬甸Pyi-Gyi-Taung山上首次發現草莓綠柱石和高鋰一銫綠柱石的混合結構晶體。
市場上因其含高銫而稱為“銫綠柱石”、“高銫綠柱石均屬誤解。

## 產地
主要產地為馬達加斯加，但礦床早已開採殆盡，除此之外在阿富汗及緬甸亦有草莓綠柱石產出。

## 外部連結
- Mindat.org: Pezzottaite （页面存档备份，存于）
- Webmineral.com （页面存档备份，存于）